# Dampier (Australia)

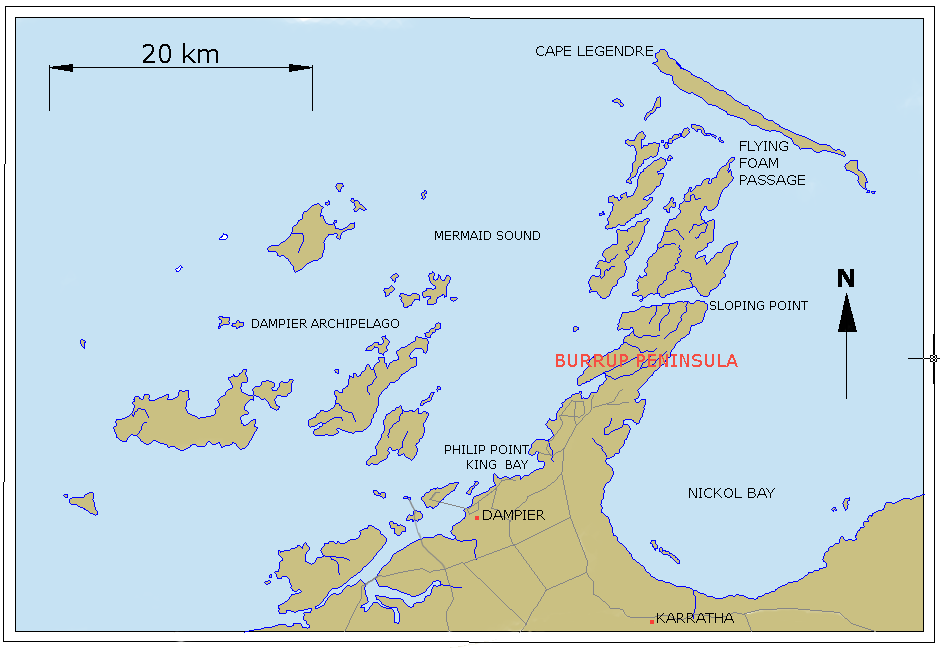
Dampier e dintorni

Dampier è il più grande porto industriale del nord-ovest dell'Australia occidentale, situato a circa 19 km dalla città di Karratha.
Il porto di Dampier, che prende il nome dall'esploratore e bucaniere inglese William Dampier che visitò l'area nel 1699, fa parte dell'Arcipelago di Dampier
Il porto è utilizzato prevalentemente per l'esportazione di prodotti petrolchimici, del sale, del ferro e del gas naturale.